# Robin Dunbar

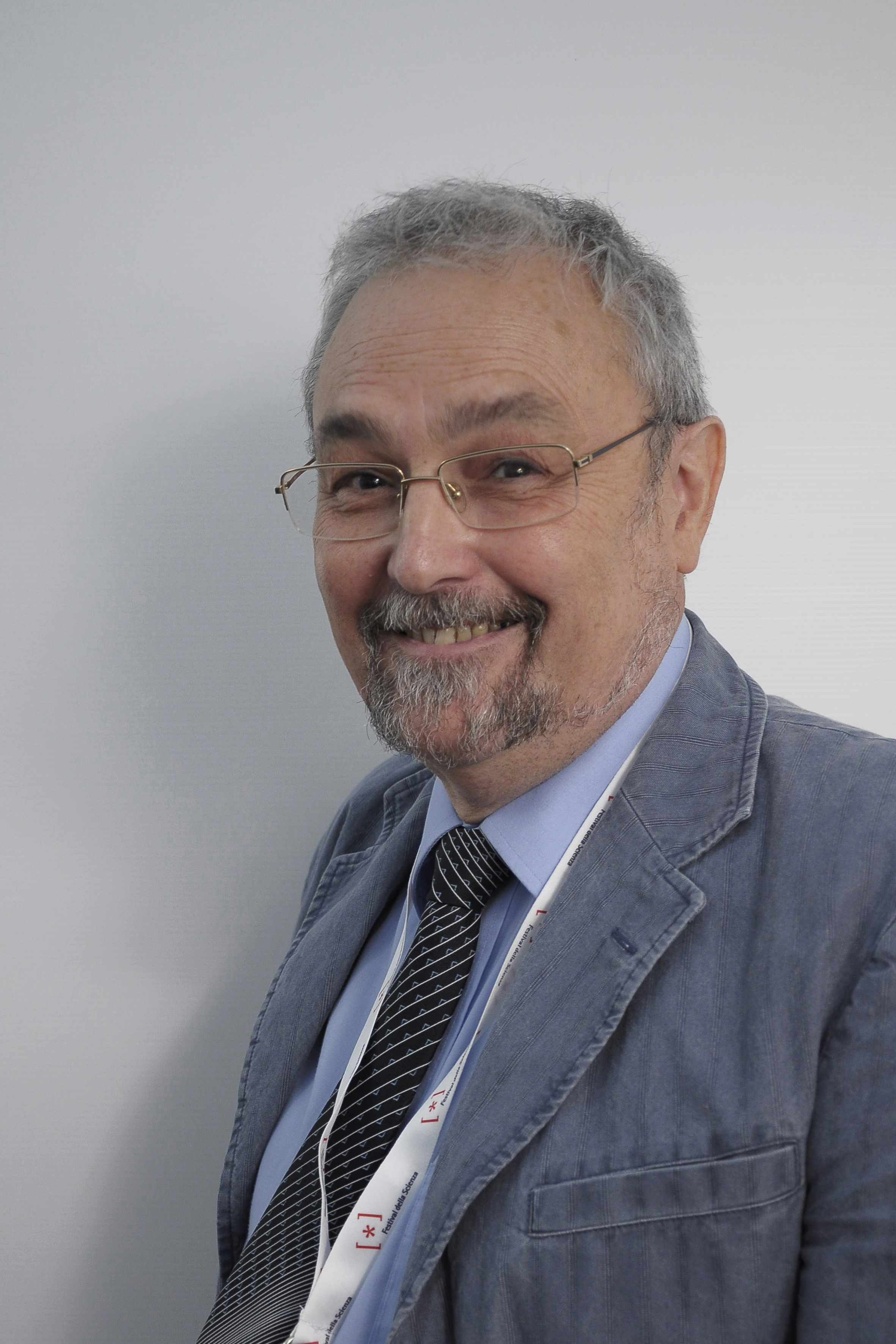
Robin Dunbar

Robin Ian MacDonald Dunbar (Liverpool, 28 juni 1947) is een Engels antropoloog en evolutiebioloog, gespecialiseerd in het gedrag van primaten. Hij is voornamelijk bekend voor het postuleren van het getal van Dunbar, de vermeende cognitieve grens aan het aantal individuen waarmee een persoon een stabiele sociale relatie kan onderhouden. Dunbar studeerde aan de Universiteit van Oxford.
Dunbar is directeur van het Institute of Social and Cultural Antropology (ISCA) aan de Universiteit van Oxford (2008). Voorheen was hij projectleider van het British Academy Centenary Research Project ‘Lucy to Language’: The Archaeology of the Social Brain aan de Universiteit van Liverpool.